# Distretto di Salisbury
Salisbury fu un distretto locale del Wiltshire, Inghilterra, Regno Unito, con sede nella città omonima.
Il distretto fu creato con il Local Government Act 1972, il 1º aprile 1974 dalla fusione dei municipal borough di New Sarum (Salisbury) e Wilton col Distretto rurale di Amesbury, il Distretto rurale di Mere, il Distretto rurale di Tisbury e il Distretto rurale di Salisbury and Wilton.
Il 30 giugno 2009 è stato soppresso, come quelli di tutta la contea, creando un'Autorità unitaria del Wiltshire.

## Parrocchie civili
- Alderbury
- Allington
- Alvediston
- Amesbury
- Ansty
- Barford St Martin
- Berwick St James
- Berwick St. John
- Berwick St. Leonard
- Bishopstone
- Bowerchalke
- Britford
- Broad Chalke
- Bulford
- Burcombe Without
- Chicklade
- Chilmark
- Cholderton
- Clarendon Park
- Compton Chamberlayne
- Coombe Bissett
- Dinton
- Donhead St. Andrew
- Donhead St. Mary
- Downton
- Durnford
- Durrington
- East Knoyle
- Ebbesbourne Wake
- Figheldean
- Firsdown
- Fonthill Bishop
- Fonthill Gifford
- Fovant
- Great Wishford
- Grimstead
- Hindon
- Idmiston
- Kilmington
- Landford
- Laverstock
- Maiden Bradley con Yarnfield
- Mere
- Milston
- Netherhampton
- Newton Tony
- Odstock
- Orcheston
- Pitton and Farley
- Quidhampton
- Redlynch
- Sedgehill and Semley
- Shrewton
- South Newton
- Stapleford
- Steeple Langford
- Stourton with Gasper
- Stratford Tony
- Sutton Mandeville
- Swallowcliffe
- Teffont
- Tilshead
- Tisbury
- Tollard Royal
- West Dean
- West Knoyle
- West Tisbury
- Whiteparish
- Wilsford cum Lake
- Wilton
- Winterbourne
- Winterbourne Stoke
- Winterslow
- Woodford
- Wylye
- Zeals